# Cetenov
Cetenov – gmina w Czechach, w powiecie Liberec, w kraju libereckim. Według danych z dnia 1 stycznia 2013 liczyła 121 mieszkańców.